# Interleukina 28
Interleukina 28, IL-28 – wraz z interleukiną 29 zaliczana do grupy interferonów lambda. 
U człowieka wytwarzane są dwa rodzaje tej interleukiny (IL-29A oraz IL-29B), o zbliżonej budowie ale kodowane przez dwa oddzielne geny.
Większość właściwości jest zbliżonych do interferonów lambda, jednak jej aktywność jest znacznie mniejsza.